# Battlefield 4
Battlefield 4 (ofte forkortet BF4) er et første-persons skydespil, der er udviklet af EA Digital Illusions CE og udgivet af Electronic Arts.
Battlefield 4 udkom den 29 oktober 2013 til Windows, Playstation 3 og Xbox 360
Battlefield 4 er det tolvte spil i Battlefield serien, og fjerde spil i hovedserien.